# Bai Hao Yinzhen

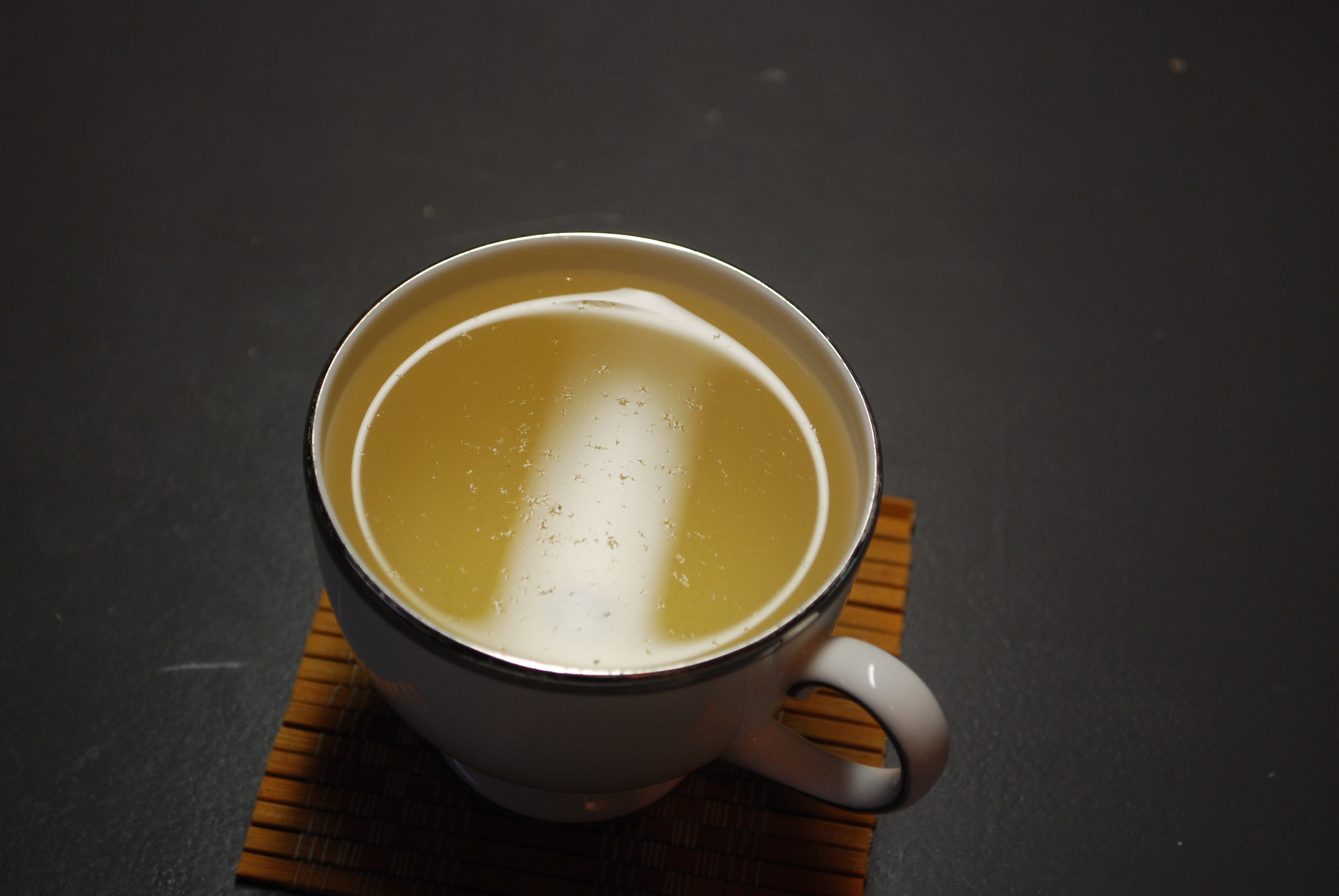
De vita håren på ytan är ett av kännetecknen för ett bra Bai Hao Yinzhen från Fujian.

Bai Hao Yinzhen (白毫銀針) är ett fint kinesiskt vitt te som huvudsakligen produceras i den kinesiska provinsen Fujian men produceras även i nämnvärda mängder i Yunnan och Jiangxi. Det är vanligen den dyraste varianten bland vita teer, och den mest uppskattade; detta på grund av att endast de nyaste skotten används i detta te.
Det mesta Bai Hao Yinzhen görs på teplantsorten Da Bai (大柏, "Stort vitt träd"), men även andra sorter som de storbladiga tebuskarna från Yunnan används.